# Remixes 81–04
Remixes 81-04 — сборник ремиксов британской группы Depeche Mode, релиз которого состоялся 25 октября 2004 года, первый релиз группы с тех пор, как независимая звукозаписывающая компания Дэниела Миллера Mute Records была куплена компанией EMI.

## Об альбоме
На диске собраны хорошо известные ремиксы, которые записала сама группа, а также те работы, которые не были доступны широкой публике.
Существует три версии Remixes 81-04. Основная версия состоит из двух компакт-дисков. Ограниченное издание сборника включает в себя бонус-диск, куда вошли дополнительные ремиксы. Существует также издание, состоящее из всех трёх дисков.
Во время промокампании альбома был запущен мини-сайт, который был предназначен для слушателей, купивших расширенную версию сборника, в которой содержался специальный буклет с ключом для возможности цифровой загрузки эксклюзивных ремиксов на сайте.

## Список композиций

### remixes 81·04
- Стандартное издание

1. «Never Let Me Down Again (Split Mix)» — 9:32
2. «Personal Jesus (Pump Mix)» — 7:47
3. «Barrel of a Gun (Underworld Hard Mix)» — 9:36
4. «Route 66 (Beatmasters Mix)» — 6:18
5. «Useless (The Kruder + Dorfmeister Session™)» — 9:06
6. «In Your Room (The Jeep Rock Mix)» — 6:19
7. «Home (Air „Around the Golf“ Remix)» — 3:55
8. «Strangelove (Blind Mix)» — 6:32
9. «I Feel You (Renegade Soundwave Afghan Surgery Mix)» — 4:57
10. «Just Can’t Get Enough (Schizo Mix)» — 6:45
11. «Halo (Goldfrapp Remix)» — 4:22
12. «Enjoy the Silence (Reinterpreted)» — 3:32

### remixes 81··04
- Расширенное издание

Диск 1
1. «Never Let Me Down Again (Split Mix)» — 9:31 (Depeche Mode и Дэйв Бэскомб, 1987)
2. «Policy of Truth (Capitol Mix)» — 8:00 (Франсуа Кеворкян, 1990)
3. «Shout! (Rio Remix)» — 7:29 (Depeche Mode и Дэниел Миллер, 1981)
4. «Home (Air „Around the Golf“ Remix)» — 3:55 (Air, 1997)
5. «Strangelove (Blind Mix)» — 6:32 (Дэниел Миллер и Рико Коннинг, 1987)
6. «Rush (Spiritual Guidance Mix)» — 5:27 (Джэк Дэнджерс, 1993)
7. «I Feel You (Renegade Soundwave Afghan Surgery Mix)» — 4:57 (Renegade Soundwave, 1993)
8. «Barrel of a Gun (Underworld Hard Mix)» — 9:36 (Underworld, 1997)
9. «Route 66 (Beatmasters Mix)» — 6:18 (Beatmasters, 1987)
10. «Freelove (DJ Muggs Remix)» — 4:24 (DJ Muggs, 2001)
11. «I Feel Loved (Chamber’s Remix)» — 6:17 (Chamber, 2001)
12. «Just Can’t Get Enough (Schizo Mix)» — 6:45 (Depeche Mode и Дэниел Миллер, 1981)

Диск 2
1. «Personal Jesus (Pump Mix)» — 7:47 (Франсуа Кеворкян, 1989)
2. «World in My Eyes (Mode to Joy)» — 6:28 (Джон Марш, 1990)
3. «Get the Balance Right! (Combination Mix)» — 7:56 (Depeche Mode, 1983)
4. «Everything Counts (Absolut Mix)» — 6:02 (Алан Моулдер, 1989)
5. «Breathing in Fumes» — 6:05 (Depeche Mode, Daniel Miller и Гарет Джонс, 1986)
6. «Painkiller (Kill the Pain — DJ Shadow vs. Depeche Mode)» — 6:29 (DJ Shadow, 1998)
7. «Useless (The Kruder + Dorfmeister Session™)» — 9:06 (Kruder & Dorfmeister, 1997)
8. «In Your Room (The Jeep Rock Mix)» — 6:19 (Джонни Доллар совместно Portishead, 1994)
9. «Dream On (Dave Clarke Acoustic Version)» — 4:23 (Дэйв Кларк, 2001)
10. «It’s No Good (Speedy J Mix)» — 5:02 (Speedy J, 1997)
11. «Master and Servant (An ON-USound Science Fiction Dance Hall Classic)» — 4:35 (Эдриан Шервуд, 1984)
12. «Enjoy the Silence (Timo Maas Extended Remix)» — 8:41 (Timo Maas, 2004)

### remixes 81···04
Диск 3
1. «A Question of Lust (Flood Remix)» — 5:08 (Flood, 1986)
2. «Walking in My Shoes (Random Carpet Mix (Full Length))» — 8:37 (Уильям Орбит, 1993)
3. «Are People People?» — 4:28 (Adrian Sherwood, 1984)
4. «World in My Eyes (Daniel Miller Mix)» — 4:37 (Дэниел Миллер, 1990)
5. «I Feel Loved (Danny Tenaglia’s Labor Of Love Dub (Edit))» — 11:21 (Дэнни Тенаглиа, 2001)
6. «It’s No Good (Club 69 Future Mix)» — 8:50 (Club 69, 1997)
7. «Photographic (Rex the Dog Dubb Mix)» — 6:20 (Rex the Dog, 2004)
8. «Little 15 (Ulrich Schnauss Remix)» — 4:52 (Ульрих Шнаус, 2004)
9. «Nothing (Headcleanr Rock Mix)» — 3:30 (Headcleanr, 2004)
10. «Lie To Me ('The Pleasure of Her Private Shame' Remix)» — 6:33 (LFO, 2004)
11. «Clean (Colder Version)» — 7:09 (Colder, 2004)
12. «Halo (Goldfrapp Remix)» — 4:22 (Goldfrapp, 2004)
13. «Enjoy the Silence (Reinterpreted)» — 3:32 (Майк Шинода из Linkin Park, 2004)

### remixes 81···04 rare tracks
- Ремиксы доступные для скачивания

1. «Behind the Wheel/Route 66 (Megamix)» — 7:51 (Ivan Ivan, 1987)
2. «Dream On (Morel’s Pink Noise Club Mix)» — 7:45 (Ричард Морел, 2001)
3. «Master and Servant (U.S. Black and Blue Version)» — 8:04 (Razormaid!, 1984)
4. «Nothing (Justin Strauss Mix)» — 7:05 (Джастин Штраус, 1989)
5. «People Are People (Special Edition ON-USound Remix)» — 7:33 (Эдриан Шервуд, 1984)
6. «Little 15 (Bogus Brothers Mix)» — 6:11 (Bogus Brothers, 2004)
7. «Freelove (Josh Wink Dub)» — 8:51 (Джош Винк, 2004)
8. «Personal Jesus (Kazan Cathedral Mix)» — 4:18 (Франсуа Кеворкян, 1989)
9. «But Not Tonight (Extended Remix)» — 5:15 (Роберт Маргулев, 1986)
10. «But Not Tonight (Margouleff Dance Mix)» — 6:08 (Роберт Маргулев, 2004)
11. «Freelove (Powder Productions Remix)» — 7:58 (Powder Productions, 2001)
12. «Slowblow (Mad Professor Mix)» — 5:25 (Mad Professor, 1997)
13. «Rush (Black Sun Mix)» — 6:02 (Coil, 1994)

## Сертификации
| Страна   | Сертификация | Продажи |
| -------- | ------------ | ------- |
| Германия | Платиновая   | 200,000 |